# مقاطعة لايمستون (تكساس)
مقاطعة لايمستون (بالإنجليزية: Limestone  County)‏ هي إحدى المقاطعات في ولاية تكساس، الولايات المتحدة الأمريكية.